# Oscar al miglior cortometraggio a colori
L'Oscar al miglior cortometraggio a colori venne assegnato solamente nel 1937 e nel 1938 ai migliori cortometraggi a colori.

## Vincitori e candidati
Vengono di seguito indicati in grassetto i vincitori. Ove ricorrente e disponibile, viene indicato il titolo in lingua italiana e quello in lingua originale tra parentesi. Gli anni indicati sono quelli in cui è stato assegnato il premio e non quello in cui è stato diretto il film. 
- 1937
  - Give Me Liberty, regia di B. Reeves Eason
  - La Fiesta de Santa Barbara, regia di Louis Lewyn
  - Popular Science J-6-2, regia di Walter Anthony
- 1938
  - Penny Wisdom, regia di David Miller
  - The Man without a Country, regia di Crane Wilbur
  - Popular Science J-7-1, regia di Gayne Whitman